# Beukenschriftmos
Beukenschriftmos (Opegrapha devulgata) is een korstmossoort uit het geslacht Opegrapha. Het groeit op bomen. Het leeft in symbiose met de alg Trentepohlia.

## Verspreiding
In Nederland is beukenschriftmos zeer zeldzaam. Het staat op de Nederlandse Rode Lijst in de categorie 'bedreigd'.